# Stephanie Sheh
Stephanie Sheh là một nữ diễn viên lồng tiếng, đạo diễn, nhà văn và nhà sản xuất người Mỹ. Cô thường tham gia vào công việc lồng tiếng Anh cho anime, phim hoạt hình, trò chơi điện tử và phim. Các vai diễn lồng tiếng đáng chú ý của cô bao gồm Hinata Hyuga trong loạt phim Naruto, Orihime Inoue trong Bleach.

## Tiểu sử
Sheh sinh ra ở Kalamazoo, Michigan và lớn lên ở California. Cô đã trải qua phần lớn thời thơ ấu của mình ở Đài Loan, nơi một nửa số người thân của cô vẫn sống và nói tiếng Quan Thoại và tiếng Phúc Kiến Đài Loan. Sheh bắt đầu quan tâm đến việc trở thành một diễn viên sau khi đóng một vở kịch học đường khi cô học những năm đầu ở trường trung học Monta Vista ở Cupertino, California.